# Ludwig Mies van der Rohe
Ludwig Mies van der Rohe, nemško-ameriški arhitekt in pedagog, * 27. marec 1886, Aachen, Severno Porenje - Vestfalija, Nemčija, † 17. avgust 1969, Chicago, Illinois, ZDA.
Skupaj z Gropiusom in Le Corbusierjem velja za enega največjih mojstrov sodobne arhitekture. Mies van der Rohe je tretji in zadnji vodja slavne šole za arhitekturo in oblikovanje, Bauhaus.